# Федоренко Андрій Михайлович
Андрій Михайлович Федоренко (біл. Андрэй Міхайлавіч Федарэнка); 17 січня 1964 — білоруський письменник.Член Союзу білоруських письменників. Стиль-редактор літературного часопису «Дзеяслоў»..

## Біографія
Народився 17 січня 1964 року в селі Березівка Мозирського району Гомельської області.
По закінченні Мозирського політехнічногого технікуму проходив дійсну строкову службу в лавах ЗС СРСР.
Згодом закінчив Мінський інститут культури (нині — Білоруський державний університет культури та мистецтв). Працював у редакціях журналів «Полымя» (Полум'я) й «Маладосць» (Молодість), на кіностудії «Білорусьфільм». Твори перекладалися російською, англійською, японською та іншими мовами.
Мешкає у Мінську.

## Твори
Андрій Федоренко є автором прозових творів:
- «Історія хвороби» (біл. «Гісторыя хваробы»)
- «Смута» (біл. «Смута»)
- збірка «Нічиї» (біл. «Нічые»: «Вёска», «Нічые», «Рэвізія»)
- 2010 рік — «Щербатий талер» (біл. «Шчарбаты талер»)
- 2010 рік — «Афганська шкатулка» (біл. «Афганская шкатулка»)
- 2011 рік — автобіографний роман-есе «Межа» (біл. «Мяжа»)
- 2012 рік — книга мініатюрних есе «Січка» (біл. «Сечка»)
- 2012 рік — книга «Ланцюг» (біл. «Ланцуг»)

За мотивами повісті «Щербатий талер» у 2006 році знято телевізійний міні-серіал «Три талери».

## Нагороди і почесні звання
- Лауреат літературної премії імені Івана Мележа в 1995 за книгу «Смута» (біл. «Смута»).
- Фіналіст літературної премії імені Єжи Ґедройця (третє місце).
- премія А. Глобуса «Золота літера» (біл. «Залатая літара») 2009 за збірку прози «Нічиї» (біл. «Нічые»).
- Письменник року 2012 по версії білоруського часопису «Sexsus» за книгу «Ланцюг» (біл. «Ланцуг»)[2].

## Виноски
1. ↑  сайт журналу «Дзеяслоў»
2. ↑  часопис «Sexsus»